# Кройталь
Кройталь (нем. Kreuttal) — коммуна (нем. Gemeinde) в Австрии, в федеральной земле Нижняя Австрия. 
Входит в состав округа Мистельбах.  Население составляет 1378 человек (на 31 декабря 2005 года). Занимает площадь 21,48 км². Официальный код  —  31627.

## Политическая ситуация
Бургомистр коммуны — Альфред Кцех (АНП) по результатам выборов 2005 года.
Совет представителей коммуны (нем. Gemeinderat) состоит из 19 мест.
- АНП занимает 11 мест.
- СДПА занимает 7 мест.
- Партия GLIK занимает 1 место.